# Геракл. Початок легенди
Геракл. Початок легенди (англ. The Legend of Hercules) — американський пригодницький бойовик режисера, продюсера і сценариста Ренні Гарліна, що вийшов 2014 року. У головних ролях Келлан Латс, Ґайя Вайс.
Сценаристами також були Шон Гуд, Даніель Джіат і Джуліо Стів, продюсерами — Боаз Девідсон, Денні Лернер і Лес Велдон. Вперше у США фільм продемонстрували 10 січня 2014 року.
В Україні у кінопрокаті прем'єра фільму запланована на 23 січня 2014 року.

## Сюжет
Після того як король Амфітріон переміг Ґаленуса і загарбав його королівство, до його дружини Алкмени явилась Гера і повідомила, що їй суддилось народити героя і спасителя світу. Згодом у неї народжується хлопчик, якого називають Алкід, хоча Алкмена визнає його інше ім'я — Геркулес. Після 20 років Геркулеса вигнали за заборонене кохання до Геби — принцеси Криту. Тепер йому потрібно пройти тяжкі випробування, щоб сісти на призначений йому долею престол.

## У ролях
| Актор          | Персонаж                   | Роль                            |
| -------------- | -------------------------- | ------------------------------- |
| Келлан Латс    | Геркулес англ. Hercules    | напівбог, син Зевса             |
| Ґайя Вайс      | Геба англ. Hebe            | возлюблена Геркулеса            |
| Скотт Едкінс   | Амфітріон англ. Amphitryon | король                          |
| Роксана МакКі  | Алкмена англ. Alcmene      | дружина Амфітріона              |
| Ліам Ґарріґан  | Іфікл англ. Iphicles       | старший брат Геркулеса          |
| Ліам Макінтайр | Сотіріс англ. Sotiris      | капітан                         |
| Раде Шербеджія | Хірон англ. Chiron         | кентавр                         |
| Кеннет Кренем  | Люціус англ. Lucius        | організатор гладіаторських боїв |
| Люк Ньюберрі   | Агамемнон англ. Agamemnon  | вождь ахейського війська        |

## Сприйняття

### Критика
Фільм отримав негативні відгуки: Rotten Tomatoes дав оцінку 3 % на основі 61 відгуку від критиків (середня оцінка 2,2/10) і 45 % від глядачів із середньою оцінкою 2,9/5 (21,903 голоси). Загалом на сайті фільми має негативний рейтинг, фільму зарахований «гнилий помідор» від кінокритиків і «розсипаний попкорн» від глядачів, Internet Movie Database — 3,9/10 (2 901 голос), Metacritic — 22/100 (18 відгуків критиків) і 2,0/10 від глядачів (35 голосів). Загалом на цьому ресурсі від критиків і від глядачів фільм отримав негативні відгуки.

### Касові збори
Під час показу у США, що розпочався 10 січня 2014 року, протягом першого тижня фільм був показаний у 2,104 кінотеатрах і зібрав 8,868,318 $, що на той час дозволило йому зайняти 3 місце серед усіх прем'єр. Станом на 19 січня 2014 року показ фільму триває 10 днів (1,4 тижня) і за цей час фільм зібрав у прокаті у США 14,376,000  доларів США (за іншими даними 14,375,651 $), а у решті країн 1,700,000 $ (за іншими даними 650,000 $), тобто загалом 16,076,000 $ (за іншими даними 15,025,651 $) при бюджеті 70 млн $.

### Виноски
1. 1 2  The Legend of Hercules: Release Info (англ.). Internet Movie Database. Архів оригіналу за 17 грудня 2013. Процитовано 20 січня 2014.
2. 1 2  Геракл. Початок легенди. Kino-teatr.ua. Архів оригіналу за 19 січня 2014. Процитовано 20 січня 2014.
3. 1 2 3 4 5 6  The Legend of Hercules (англ.). The Numbers. Архів оригіналу за 17 січня 2014. Процитовано 20 січня 2014.
4. 1 2 3 4  The Legend of Hercules (англ.). Box Office Mojo. Архів оригіналу за 15 червня 2015. Процитовано 20 січня 2014.
5. 1 2  The Legend of Hercules (англ.). Internet Movie Database. Архів оригіналу за 19 січня 2014. Процитовано 20 січня 2014.
6. ↑  The Legend of Hercules (англ.). Allmovie. Архів оригіналу за 24 лютого 2014. Процитовано 20 січня 2014.
7. ↑  The Legend of Hercules: Full Cast & Crew (англ.). Internet Movie Database. Архів оригіналу за 11 січня 2014. Процитовано 20 січня 2014.
8. ↑  The Legend of Hercules (англ.). Rotten Tomatoes. Архів оригіналу за 19 січня 2014. Процитовано 20 січня 2014.
9. ↑  The Legend of Hercules (англ.). Metacritic. Архів оригіналу за 19 січня 2014. Процитовано 20 січня 2014.